# Guiscardo (pirofregata)
La Guiscardo è stata una pirofregata (successivamente pirocorvetta) della Real Marina del Regno delle Due Sicilie, successivamente acquisita dalla Regia Marina.

## Storia

### Il servizio per la Marina del Regno delle Due Sicilie
Appartenente alla classe Ruggiero di quattro unità con scafo in legno e carena rivestita di rame, la nave era armata con dieci cannoni ed aveva armamento velico a brigantino (due alberi a vele quadre). Costata 145.722 ducati napoletani, la fregata, con buona superficie velica, bordo alto, buona manovrabilità e scafo snello dalle caratteristiche marine, era nel complesso una buona unità, difettando però in velocità.
Dopo l'ultimazione, la Guiscardo, al comando del tenente di vascello Marselli (comandante ed equipaggio erano giunti nel Regno Unito a bordo della fregata Regina) salpò da Londra e giunse a Napoli il 6 settembre 1843, entrando immediatamente in servizio, seconda della propria classe. Nei primi tempi la nave venne adibita al trasporto ed alla scorta della famiglia reale nei suoi viaggi nel Regno delle Due Sicilie e nel Mediterraneo.
Nel maggio 1845 la nave scortò la gemella Tancredi, che stava trasportando re Ferdinando II a Messina e Siracusa.
Il 3 settembre 1847, durante le prime fasi delle ribellioni in Calabria e Sicilia, l'unità, al comando del capitano di fregata Antonio Bracco ed insieme alla capoclasse Ruggiero, lasciò Napoli con truppe a bordo – le due pirofregate avevano imbarcato un reggimento di fanteria, un battaglione di cacciatori e due cannoni – e raggiunse Reggio Calabria, dove le due navi simularono uno sbarco ed abbatterono a cannonate la bandiera degli insorti, dispersero a colpi di cannone le truppe ribelli accorse nel luogo del finto sbarco e quindi sbarcarono le truppe a Pentimele.
Nel gennaio 1848 la pirofregata effettuò altre missioni di trasporto truppe a Reggio Calabria, nell'ambito della repressione delle rivolte scoppiate in Sicilia e Calabria. Scoppiata poi la prima guerra d'indipendenza, il 27 aprile 1848 la Guiscardo venne aggregata alla Squadra Adriatica ed inviata in tale mare.
La squadra di cui la Guiscardo faceva parte era composta, oltre che da essa, dalle pirofregate a ruote Carlo III, Ruggiero, Roberto e Sannita, dalle fregate a vela Regina Isabella e Regina, dalla pirocorvetta Stromboli e da un brigantino, sotto il comando del commodoro Raffaele De Cosa. Durante la navigazione verso nord le navi, il 5 maggio, fecero tappa ad Ancona, dove sbarcarono il generale Guglielmo Pepe e 5.000 uomini. Raggiunta poi Venezia, la squadra incrociò tra le foci del Tagliamento e del Piave in attesa dell'arrivo delle navi sarde, e, pur senza combattere (vi era il divieto di aprire il fuoco se non attaccati), obbligò la flotta austroungarica a rinunciare al blocco navale della città.
Il 22 maggio 1848 la squadra napoletana, unitasi ad una formazione sardo-piemontese al comando del contrammiraglio Giuseppe Albini, avvistò al largo di Sacca di Piave una divisione austroungarica di minore forza. Essendo venuto meno il vento, Albini, disponendo solo di navi a vela, convinse De Cosa, per non perdere la superiorità numerica, a far prendere a rimorchio le unità piemontesi dalle pirofregate borboniche, ma il tutto venne eseguito in maniera talmente confusa che quattro piroscafi austroungarici fecero in tempo a raggiungere le navi della propria divisione ed a rimorchiarle sino a Muggia, le cui batterie costiere avevano a quel punto impedito ogni intervento della squadra sardo-napoletana. Qualche settimana più tardi, in giugno, dopo aver brevemente stazionato insieme alle navi venete e piemontesi nelle acque antistanti Trieste, la squadra del regno delle Due Sicilie venne richiamata a Napoli in seguito all'aggravarsi delle ribellioni in Sicilia.
Durante la repressione la Guiscardo sbarcò a Palermo le truppe del generale Carlo Filangieri, e nel maggio 1849 la nave rimorchiò da Marsiglia a Napoli la pirofregata Veloce, ex Indipendenza acquistata in Inghilterra dagli insorti siciliani e sequestrata in Francia su istanza delle autorità borboniche.
Il 22 agosto 1848 la Guiscardo si arenò nei pressi di Messina e, mentre l'equipaggio cercava di disincagliarla, venne cannoneggiata per alcune ore dalle artiglierie degli insorti: protetti dal tiro dei propri cannoni, tuttavia, gli uomini della pirofregata riuscirono infine a rimetterla in condizioni di riprendere il mare.
Nel settembre 1849 salì a bordo della pirofregata, ormeggiata nel porto di Gaeta, papa Pio IX, in fuga da Roma dopo la proclamazione della Repubblica romana, che venne trasferito a Portici. A partire dal giugno 1850 la nave stazionò nel porto di Palermo.
Il 20 aprile 1860, durante i moti che precedettero la spedizione dei Mille, la Guiscardo venne inviata in crociera di vigilanza tra Taormina e Capo Passero. Il 9 maggio la pirofregata trasportò ad Agrigento l'8º Reggimento Cacciatori del maresciallo Gaetano Afan de Rivera, inviato a reprimere la ribellione.
Nella primavera-estate 1860 la nave, che aveva ancora base a Palermo, venne coinvolta nelle vicende dell'impresa dei Mille. Lo stesso giorno dello sbarco a Marsala, infatti, la pirofregata faceva parte di una squadra (comprensiva anche delle pirofregate a ruote Ettore Fieramosca, Tancredi e Fulminante) che intercettò i piroscafi Piemonte e Lombardo diretti a Marsala, che tuttavia lasciò proseguire dopo che il comandante della formazione borbonica, Vincenzo Salazar, ebbe trattato con il comandante dei due trasporti. Il 26 maggio 1860 la Guiscardo lasciò Palermo e diresse per Catania, ove trasse in salvo 65 soldati borbonici rimasti feriti in combattimento contro le truppe garibaldine da poco sbarcate a Marsala: in tale occasione la nave sparò alcuni colpi di cannone contro le batterie dei rivoltosi, che avevano aperto il fuoco contro la nave per impedirne l'attracco. Il 25 luglio la nave, al comando del capitano di fregata Antonio Rocco, venne inviata nel golfo di Milazzo insieme alle pirofregate a ruote Tancredi, Fulminante ed Ettore Fieramosca, oltre ad alcune unità minori, per imbarcare i reparti borbonici in ritirata dopo la sconfitta di Milazzo. Lo stesso giorno giunsero in quelle acque le pirofregate sarde Maria Adelaide (con a bordo il viceammiraglio Carlo Pellion di Persano), Carlo Alberto e Vittorio Emanuele, che si ormeggiarono tra le navi del regno delle Due Sicilie e l'abitato di Milazzo: nessuna delle due squadre aprì il fuoco, così che le navi napoletane poterono ultimare le operazioni di evacuazione e quindi ripartire. Successivamente la nave venne utilizzata nell'inutile tentativo di blocco dello stretto di Messina.
Nell'agosto 1860 l'unità incrociò tra il Golfo di Napoli e quello di Salerno altre tre navi, le pirofregate Ruggiero e Fieramosca e la pirocorvetta Sannita. Il 6 settembre 1860, di sera, la pirofregata, mentre si trovava nelle acque di Procida al comando del capitano di fregata Enrico Martino, fu raggiunta dall'avviso Messaggero, che trasportava re Francesco II a Gaeta: alla Guiscardo venne ordinato scortare l'avviso, ma comandante ed ufficiali si ribellarono, e, nonostante il tentativo del retroammiraglio Leopoldo del Re, che salì a bordo della fregata per cercare di persuadere gli ufficiali a seguire gli ordini, le navi, invece che accompagnare il Messaggero a Gaeta fecero rotta su Napoli, dove consegnarono la propria unità alla Marina sarda, le cui navi erano frattanto giunte nel porto. Circa 600 marinai della Guiscardo e della gemella Ruggiero, non condividendo le decisioni dei loro comandanti, si gettarono in mare e raggiunsero a nuoto la fregata Partenope, che li portò a Gaeta.

### Il servizio nella Regia Marina
Consegnatasi alla Marina del Regno di Sardegna il 7 settembre 1860, la pirofregata entrò in servizio per tale forza armata il 17 novembre 1860. Il 17 marzo 1861, a seguito della costituzione della Regia Marina, la Guiscardo venne da questa assorbita al pari delle altre navi borboniche e sarde. Posta in disarmo per due anni, il 29 gennaio 1862 la nave, essendo, tra le quattro unità della sua classe, quella in condizioni migliori, venne alata nei cantieri di Castellammare di Stabia e sottoposta a sostanziali lavori di ricostruzione e generale sostituzione dell'armamento, ridotto a 6 cannoni ad avancarica da 160 mm, quattro a canna liscia e due a canna rigata. Vennero inoltre sostituite le ruote a pale fisse con altre mobili, ed in pratica si procedette alla radicale ricostruzione di tutta l'unità, lasciando intatto il solo scafo e le macchine. Il 14 giugno 1863 l'unità venne declassata a pirocorvetta di II rango a ruote ed il 9 settembre 1864 venne rivarata. 
Scoppiata la terza guerra d'indipendenza, nel 1866 la Guiscardo, al comando del capitano di fregata Pepi, prese parte alle operazioni in Adriatico, con funzioni di avviso e ricognizione, assegnato alla II Squadra (navi in legno, al comando del viceammiraglio Giovan Battista Albini) dell'Armata d'Operazioni. Il 18 luglio, tuttavia, durante la prima azione di bombardamento contro l'isola di Lissa, ove si progettava di sbarcare, il Guiscardo venne aggregato alla III Squadra del contrammiraglio Giovanni Vacca, composta dalle pirofregate corazzate Principe di Carignano, Castelfidardo ed Ancona ed incaricata di bombardare Porto Comisa. Il blando attacco si svolse nella mattinata, dopo di che Vacca, ritenendo le batterie austroungariche site troppo in alto, cessò il fuoco, e nel pomeriggio inviò il Guiscardo a comunicare al comandante dell'armata, ammiraglio Carlo Pellion di Persano, l'esito dell'azione ed il motivo della sospensione dell'attacco.
Nella giornata del 19 luglio le navi della II Squadra (tutte unità in legno, ovvero sette pirofregate ad elica e due a ruote, oltre ad una pirocorvetta ad elica), insieme alla flottiglia cannoniere del capitano di fregata Sandri (tre unità, più un avviso, un trasporto ed una nave ospedale), dapprima bombardarono i forti esterni di Porto San Giorgio, quindi effettuarono un tentativo di sbarco con 2.000 uomini a Porto Carober. Il tentativo di sbarco fallì in quanto il comandante della II Squadra, viceammiraglio Giovan Battista Albini, vedendo le scialuppe con le truppe destinate allo sbarco bersagliate da un forte tiro di fucileria, ordinò di riprendere a bordo tutte le truppe.
All'alba del 20 luglio, ricevuto un rinforzo di 500 uomini, la II Squadra si portò nuovamente nelle acque di Porto Carober per ritentare lo sbarco, ma alle 7.50 del mattino, mentre lo sbarco era già in corso, sopraggiunse la squadra navale austroungarica agli ordini del viceammiraglio Wilhelm von Tegetthoff: ebbe così inizio la battaglia di Lissa, conclusasi con una drammatica sconfitta della flotta italiana. L'ammiraglio Albini ordinò di sospendere lo sbarco e di reimbarcare in fretta le truppe, facendo rientrare le scialuppe e facendole prendere a rimorchio dalle cannoniere di Sandri: il reimbarco fu tuttavia frettoloso e non pochi equipaggiamenti vennero abbandonati e caddero quindi in mano nemica. Inoltre, Albini perse tempo a recuperare le scialuppe, compito che, secondo gli ordini, avrebbe dovuto essere di competenza della sola flottiglia Sandri. Nei piani di battaglia del comandante l'armata, ammiraglio Carlo Pellion di Persano, la II Squadra avrebbe dovuto seguire e supportare il gruppo delle corazzate, composto dalle squadre I e III con, in quel momento, dieci unità, ma Albini, che aveva rancori nei confronti di Persano, procedette così lentamente da restare molto distanziato, quindi non partecipò minimamente alla battaglia, lasciando le dieci corazzate di Persano a battersi da sole contro l'intera flotta austroungarica (26 unità). All'inizio dello scontro la Guiscardo, insieme all'avviso Messaggiere, venne invisata al largo di Porto Comisa (ad una quindicina di chilometri dal luogo dello scontro) per richiamare le due unità corazzate Terribile e Varese, ma solo quest'ultima eseguì prontamente l'ordine (entro i limiti della propria scarsa velocità). Se si eccettua l'iniziativa dei loro comandanti delle pirofregate Principe Umberto e Governolo, che lasciarono il loro posto nella II Squadra per accorrere in aiuto delle corazzate ma vennero presto richiamati indietro, la II Squadra rimase del tutto inattiva per tutta la durata della battaglia, che vide la perdita, da parte italiana, delle unità corazzate Re d'Italia e Palestro. Dopo un tentativo di contrattacco ordinato da Persano ma seguito da due sole unità, e pertanto subito abortito, la battaglia si concluse verso le 14, anche se la flotta italiana rimase ad incrociare sul posto sino a sera, quando Persano ordinò infine di rientrare ad Ancona. Dopo aver partecipato alle operazioni di soccorso dei pochi superstiti della Palestro, la Guiscardo rimorchiò a Manfredonia, durante la navigazione di rientro, la cannoniera Montebello ed il rimorchiatore-avviso Giglio, appartenenti alla flottiglia Sandri, rimasti senza carbone.
Successivamente a Lissa l'armata venne sciolta, e tutte le navi in legno furono fatte rientrare a Taranto. Nel 1867 la Guiscardo, agli ordini del comandante Lovera, venne assegnata alla Squadra Permanente.
Nel febbraio 1868 la Guiscardo, al comando del capitano di fregata Antonio Sandri, salpò da La Spezia insieme alla pirocorvetta Etna, diretta in Sud America. Mentre transitava nelle acque di Napoli, il 17 febbraio, la pirocorvetta s'incagliò fortunatamente senza conseguenze serie – l'incaglio era stato causato, nonostante il comandante Sandri avesse ridotto la velocità, dalla mancanza dei fari solitamente accesi a Baia come punto di riferimento – ma dovette rientrare a Genova per riparazioni, ritardando perciò la partenza. Riparati i danni, la Guiscardo raggiunse l'Etna a Gibilterra il 24 febbraio, proseguendo poi insieme ad essa verso Montevideo. Poco dopo la partenza, tuttavia, l'Etna iniziò ad imbarcare acqua, per cui la Guiscardo dovette scortarla a Cadice: risolto anche questo problema, le due unità giunsero infine in Uruguay, dove costituirono la Divisione Navale italiana in America meridionale. Le due navi stazionarono per qualche tempo sul Rio della Plata, poi la Guiscardo fece ritorno in Italia nel maggio 1869.
Nel 1870 la nave pattugliò le coste tirreniche del Lazio, mentre nell'anno seguente fu stazionaria a Tolone durante tumulti nella Francia meridionale. Il 15 maggio 1871 la Guiscardo rimorchiò da Genova a La Spezia la vecchia pirofregata Carlo Alberto, con a bordo l'apparato motore destinato alla nuova pirofregata corazzata Palestro. 
Il 5 dicembre 1872 la Guiscardo, durante una violentissima tempesta nel Golfo di Napoli, che provocò la perdita di diverse navi mercantili e gravi danni alle località della costa, perse il proprio bompresso.
A fine 1872 la vecchia unità venne nuovamente inviata a Montevideo in qualità di stazionaria sul Rio della Plata, lasciando infine il porto uruguaiano per tornare in patria il 12 agosto 1874, trasportando anche numerosi militari che rimpatriavano essendo stati congedati. Giunta a Gibilterra il 17 ottobre, proseguì alla volta di Cagliari, dove arrivò il 22 del mese.
Dopo un periodo di disarmo, dal 1º maggio 1876 la Guiscardo operò in Sicilia con funzioni di vigilanza, soccorso, contrasto alla pirateria e posa di cavi telegrafici sottomarini. Il 10 agosto 1877 la nave venne inviata nella zona degli scogli dei Porcelli (Sicilia), per tentare di recuperare il piroscafo Dispaccio, incagliatosi durante la navigazione da Tunisi a Trapani ed abbandonato da passeggeri ed equipaggio: nonostante gli sforzi degli uomini della Guiscardo, circa 200, e di circa 300 operai, il piroscafo risultò irrecuperabile, pertanto si provvide ad asportare tutto l'amovibile.
Nel 1878 la pirofregata, agli ordini del comandante Turi, fu per qualche tempo stazionaria a Palermo, da dove partì poi il 20 ottobre diretta al Pireo: durante la navigazione l'unità prestò soccorso a due navi che correvano grave pericolo. Per circa un anno la Guiscardo stazionò in Grecia ed al Pireo, recandosi anche a Candia (dicembre 1878).
Rientrata a Napoli il 7 dicembre 1879, la vecchia unità venne immediatamente disarmata a Napoli. Radiata il 13 novembre 1882, venne tirata in secco e successivamente venduta a privati per demolizione nel 1894, al costo di 28.481 lire.